# Grêmio Barueri Futebol Ltda.
O Grêmio Barueri Futebol Ltda (mais conhecido como Grêmio Barueri ou simplesmente Barueri) é um clube de futebol brasileiro da cidade de Barueri, na Grande São Paulo. Foi fundado como uma organização social poliesportiva em 26 de março de 1989 para representar a cidade em diversas modalidades, sendo separado como clube-empresa em 2008.
Apesar de ser uma ONG, o clube era apoiado financeiramente pelo poder público municipal, sendo inclusive presidido pelo então Secretário de Esportes de Barueri. Criado em 2001, o time de futebol profissional teve uma ascensão meteórica, chegando à elite do Campeonato Paulista em seis anos. Em 2008, em seu primeiro ano como clube-empresa, o Barueri conquista o acesso para a Campeonato Brasileiro da Série A.
Em 2009, conquistou uma vaga na Copa Sul-Americana ao terminar o Campeonato Brasileiro em 11º lugar. Em meio a isso, divergências políticas entre a diretoria do clube e a Prefeitura levaram a equipe de futebol para a cidade de Presidente Prudente, em fevereiro de 2010, passando a se chamar Grêmio Prudente. Em um ano, o clube chegou às semifinais do Campeonato Paulista, terminando em terceiro lugar. No entanto, o Grêmio Prudente foi rebaixado como o último colocado do Campeonato Brasileiro de 2010.
Rebaixado novamente no Campeonato Paulista em 2011, o clube retorna para a cidade que o projetou nacionalmente após ser vendido a um grupo de empresários locais. Novamente chamado de Grêmio Barueri, os bons resultados não se repetem e os rebaixamentos passam a ser sucessivos. Em 2014, o clube foi vendido novamente, encontrava-se já sem divisão nacional e foi rebaixado para a terceira divisão do Campeonato Paulista.
Atualmente, o Grêmio Barueri está licenciado do futebol profissional desde o final da Série A3 do Paulistão de 2016, quando foi rebaixado após perder todos os 19 jogos disputados.

## História

### Início no futebol
Em 2000, o presidente do GRB, Walter Jorquera Sanches foi apresentado pelo então prefeito de Barueri, Gil Arantes, ao empresário João Wilson Antonini, proprietário da Roma Incorporadora. Os dois fazem uma parceria para a formação de uma equipe sub-20 de futebol, que rapidamente teve sucesso em campo. Em seu primeiro ano, o time foi vice-campeão da segunda divisão do Campeonato Paulista de Futebol Sub-20, e menos de três meses depois, venceu a Copa São Paulo de Juniores ao derrotar o São Paulo na disputa de pênaltis.
A parceria durou apenas um ano. A prefeitura de Barueri rompeu a parceria com a Roma Incorporadora porque desejava um clube que levasse o nome da cidade, e assim passou a apoiar o Grêmio Recreativo Barueri, que em 2001 se filiou à Federação Paulista de Futebol e iniciou sua trajetória no futebol profissional. Nesse ano, disputou a temporada inaugural do Campeonato Paulista da Série B3, equivalente ao sexto nível do futebol estadual. Em seu primeiro ano, o Grêmio Recreativo Barueri foi eliminado na primeira fase e terminou a competição na 14ª colocação na classificação geral.
Em 2002 o Grêmio Barueri inicia sua ascensão meteórica no futebol paulista. A Abelha termina a Série B3 em terceiro lugar, perdendo para a Portuguesa B nas semifinais, mas graças à desistência de algumas equipes na divisão superior, recebeu o convite da Federação para disputar a Série B2 em 2003. Com isso, o Grêmio Barueri deu início uma série de cinco acessos consecutivos no Campeonato Paulista, com destaque para os dois primeiros títulos de sua história: a Série A3 (2005) e a Série A2 (2006). Em ambas as conquistas, a Abelha foi comandada pelo técnico José Carlos Fescina.

### Estreia no Brasileirão
Ainda em 2005, o Grêmio Barueri disputou pela primeira vez a Copa FPF. Apesar de ter sido derrotado nas semifinais para o Rio Claro, o Barueri se beneficiou da desistência do Galo Azul em participar do Campeonato Brasileiro da Série C em 2006 para fazer sua temporada de estreia no cenário nacional. Em 29 de novembro de 2006, o Grêmio Barueri vence o Ferroviário por 3–0 no Estádio Palestra Itália e conquista o acesso para a Série B em 2007.
O ano de 2007 marcou a primeira temporada do Barueri na elite do Campeonato Paulista. O início foi ruim, com três derrotas seguidas que levaram ao pedido de demissão do técnico Marcelo Vilar, que havia levado o clube ao acesso para a Série B na temporada anterior. Sérgio Soares assumiu o comando, ajudando a equipe a afastar o perigo de rebaixamento, mas foi demitido após ser goleado por 0–5 para o São Paulo, na penúltima rodada. Até então zagueiro do time, Fábio Carille assumiu o comando na última rodada, em sua primeira experiência como treinador.
A campanha de estreia do Barueri na Série B foi razoável. O clube passou a maior parte do campeonato na primeira metade da tabela, chegando a figurar na zona de acesso entre as rodadas 9 e 11. A equipe barueriense iniciou a competição comandada por Ruy Scarpino, que pediu demissão após 14 partidas, alegando desgaste com a diretoria do clube. Em oitavo lugar, o clube assinou contrato de um ano com Estevam Soares, cuja permanência durou 11 jogos e resultou em demissão após a goleada por 0–7 sofrida diante do Paulista em Jundiaí, na 25ª rodada. Gelson Silva comandou o Barueri na reta final da Série B em 2007. A Abelha caiu de produção, perdendo quatro jogos nas últimas cinco rodadas. 
Para 2008, o Barueri apostou na manutenção do técnico Gelson Silva e a contratação de medalhões como Alberto e Amaral. Gelson foi demitido em fevereiro de 2008, mesmo com um bom início no Paulistão, para dar lugar a Márcio Araújo. O Grêmio Barueri terminou o certame estadual na sexta posição, ficando de fora das semifinais. Emerson Ávila assumiu o cargo de treinador em abril, levando o time ao título de Campeão Paulista do Interior.
Ávila foi demitido no início da Série B, após o clube ser goleado na Arena Barueri em dois jogos consecutivos, contra Corinthians (1–4) e Santo André (1–5). Heriberto da Cunha assumiu o comando na 8ª rodada e rapidamente levou o Barueri para o G-4, mas foi demitido após uma sequência de três derrotas que derrubou a Abelha para a oitava posição na tabela. Márcio Araújo retorna como técnico na 19ª rodada. O Grêmio Barueri passa a brigar por um lugar entre os quatro primeiros, disputando a vaga com Santo André e Vila Nova. Em 11 de novembro, o Barueri venceu um confronto direto contra o Vila Nova em Goiânia e entrou em definitivo na zona de promoção, faltando três rodadas para o fim do campeonato. O acesso foi confirmado no dia 22 de novembro de 2008, ao vencer o América de Natal por 3–0, colocando quatro pontos a frente do Bragantino faltando uma rodada para o fim do campeonato, assim se juntando aos três que já haviam conseguido o acesso, o Corinthians, campeão do ano, Avaí e o Santo André.

### Auge e início da decadência
Em 2009, o Grêmio Barueri montou uma comissão com três técnicos para a temporada: Toninho Moura, Diego Cerri e Luiz Carlos Goiano. Após dez partidas, Toninho Moura foi demitido, com os outros dois profissionais deixando o posto de uma semana depois para dar lugar a Estevam Soares, em sua segunda passagem pela Abelha. Com Estevam como treinador, o Grêmio Barueri terminou o Campeonato Paulista de 2009 na oitava posição, ficando também com o vice-campeonato do Interior ao perder a decisão para a Ponte Preta.
Na sua temporada de estreia na Série A, o Barueri fez um bom primeiro turno. Estevam Soares, que havia levado o clube até a sétima posição na classificação, deixou a equipe paulista para assumir o Botafogo após a 18ª rodada. Diego Cerri, coordenador técnico e um dos integrantes da trinca de treinadores que iniciou o ano, assumiu o clube de forma interina, retornando ao antigo posto em outubro de 2009 e passando as responsabilidades de técnico para Luiz Carlos Goiano, então assistente técnico que também fez parte projeto de três treinadores do começo da temporada. O Grêmio Barueri terminou o ano na 11ª posição, classificado para a Copa Sul-Americana e sem sofrer perigo de rebaixamento. Os principais nomes do Barueri em 2009 foram os atacantes Val Baiano, vice-artilheiro do Brasileirão com 18 gols marcados, e Fernandinho, que foi eleito a revelação do campeonato.

#### Crise com a prefeitura e mudança de sede
A transformação do departamento de futebol em um clube empresa com um novo CNPJ, em julho de 2008, iniciou uma série de divergências entre os proprietários do clube, liderados pelo sócio majoritário e presidente Walter Jorquera Sanches e a Prefeitura de Barueri. Sanches esteve à frente da Secretaria de Esportes de Barueri por 13 anos, durante as gestões de Gil Arantes e Rubens Furlan,  mas passou a ter desentendimentos com seu sucessor, José Calil, que também fora diretor de futebol do Grêmio Barueri entre janeiro e agosto de 2008. Em dezembro de 2009, a diretoria do clube rompeu formalmente com a Prefeitura de Barueri e anunciou a intenção de levar o clube para Presidente Prudente, a 528 km de sua cidade natal. A mudança foi concretizada já em 2010.
Até 2008, ano em que virou um clube empresa, o Grêmio Recreativo Barueri era sustentado por investimentos públicos. A instituição chegou a ser multada pelo Tribunal de Contas do Estado de São Paulo, que ordenou que o clube devolvesse cerca de 15 milhões de reais aos cofres públicos em 2009. Em 2016, a Justiça de São Paulo tornou Arantes e Furlan réus por improbidade administrativa por conta dos repasses feitos ao time profissional entre 2003 e 2007. A alegação do Ministério Público era de que o dinheiro investido pela prefeitura não poderia subsidiar uma atividade profissional, com fins lucrativos.
Os primeiros sinais de dificuldades financeiros no Grêmio Barueri apareceram em julho de 2009, com um atraso de dois meses no pagamento dos direitos de imagem dos jogadores.
A saída de Estevam Soares, em agosto de 2009, veio acompanhada de críticas à gestão e reclamações por salários atrasados. A situação ruim foi confirmada pelo presidente Walter Sanches pouco tempo depois, alegando que as vendas de jogadores eram o que estavam sustentando as finanças do clube.

### Grêmio Prudente
Em 26 de fevereiro de 2010, o clube oficializou a mudança de nome para Grêmio Prudente após a aprovação da câmara do município, e oficializado em ato realizado pelo prefeito. O clube também mudou o seu distintivo, que apresenta a palavra Grêmio agora em destaque; o clube também se autodenominou Grêmio. A crise financeira obrigaram o clube a vender boa parte de seu elenco que havia tido um bom desempenho no Campeonato Brasileiro do ano anterior.
Vinícius Eutrópio foi chamado para comandar o clube em 2010. Com cinco vitórias, quatro empates e quatro derrotas, Eutrópio foi demitido após um empate contra o Oeste, pela 13ª rodada do Campeonato Paulista. Toninho Cecílio assumiu o clube em 9 de março de 2010, e o impacto foi imediato: o Grêmio Prudente venceu as seis primeiras partidas sob o comando do novo treinador e se classificou pela primeira vez às semifinais do Paulistão, fase na qual o clube prudentino foi eliminado pelo Santo André.
Toninho Cecílio seguiu no Grêmio Prudente até agosto, quando recebeu uma proposta do Vitória e deixou o clube, então 14º colocado no Brasileirão. Na Copa Sul-Americana, primeira competição internacional que o clube disputou, o Grêmio Prudente foi eliminado pelo Atlético-MG, após um empate sem gols em casa no jogo de ida e uma derrota pelo placar mínimo em Minas Gerais, com um gol de Ricardinho no último minuto de jogo.
Após a saída de Cecílio, o Grêmio Prudente caiu na tabela, perdeu 16 dos 24 jogos que restavam e terminou na lanterna da competição, sendo rebaixado matematicamente no dia 14 de novembro, depois de ser derrotado pelo Atlético/PR na Arena da Baixada por 1–2. No Paulistão de 2011, a equipe sofreu um novo rebaixamento.

### O retorno à Barueri e aprofundamento da crise
Em maio de 2011, o clube foi vendido para o empresário Domingos de Brito, aliado político de Furlan, pelo valor de 20 milhões de reais. O retorno novamente teve motivações políticas, para reforçar a campanha de Carlos Zicardi, então secretário de esportes, como sucessor de Furlan na disputa pela prefeitura em 2012. Novamente chamado de Grêmio Barueri, a equipe fez uma campanha mediana na Série B de 2011, terminando em 9º lugar. No ano seguinte, o Barueri apostou em um elenco com veteranos, e acabou rebaixado, terminando na última posição. E logo após, em 2013, cai para a Série D do Campeonato Brasileiro. No Campeonato Paulista Série A2, o Barueri fez uma campanha mediana em 2012, brigou contra o rebaixamento em 2013 e acabou caindo em 2014. Neste ano, a equipe foi vendida mais uma vez, agora para o empresário José Alberto Dias Jeremias, também conhecido como Alberto Ferrari, dono da rede de academias K2 Sports.
As dívidas seguiram aumentando. Na Série D do Campeonato Brasileiro, o clube chegou a sofrer uma derrota por W.O. por conta do atraso no pagamento de salários.
Em 2015, o Grêmio Barueri chegou perto de ser novamente rebaixado no Paulistão, mas terminou a Série A3 em 15º lugar. A crise se aprofundou de vez em 2016. Na primeira rodada, a equipe perde por W.O. por não ter inscrito os atletas no prazo. Com jogadores alegando pressão de diretores para perderem propositalmente, infraestrutura precária, sem local de treino adequado, salários atrasados e até mesmo alimentação para os atletas, o time de Barueri sofreu com goleadas sonoras dentro de campo, perdendo por 0–8 para o Grêmio Osasco na 5ª rodada e por 0–10 para o Nacional, na 10ª rodada.
Diante da situação crítica do clube, Alberto Ferrari vende o clube para o empresário Rafael Duarte e o ex-zagueiro André Leone. Com 78 gols sofridos e 19 derrotas em 19 jogos, o Grêmio Barueri foi rebaixado para a quarta divisão do futebol paulista. Desde então, a equipe não voltou a disputar nenhuma competição oficial. 
Em 2021, Hadson Nery foi contratado para treinar o clube, mas saiu após alegar que não havia nenhum elenco, local de trabalho ou campeonato a ser disputado.

## Símbolos

### Mascote
O mascote do clube é uma abelha. A ideia da abelha é expressar simplicidade, trabalho em equipe, força em conjunto e produção de riqueza. Esse mascote foi pensado de uma forma única, visto que pouquíssimos times brasileiros adotam a abelha como seu símbolo.

## Ídolos
O Barueri tem como seu maior ídolo o atacante Pedrão, que jogou por entre 2004 e 2009, saiu para o mundo árabe e só voltou ao clube em 2011. Pedrão com a camisa do Barueri marcou 131 gols, é o maior artilheiro da história do clube, e também, é o jogador que mais vestiu a camisa do time (203 jogos). O jogador ainda pelo Barueri, conseguiu ser artilheiro do Paulistão de 2009, com 16 gols.

## Títulos

### Futebol
- Campeonato Paulista - Série A2: 2006[92]
- Campeonato Paulista - Série A3: 2005[92]
- Troféu do Interior Paulista: 2008[92]

## Estatísticas

### Participações
| Competição | Competição            | Temporadas | Melhor campanha         | Estreia | Última | A | R |
| São Paulo  | Campeonato Paulista   | 5          | 3º colocado (2010)      | 2007    | 2011   |   | 1 |
| São Paulo  | Série A2              | 4          | Campeão (2006)          | 2006    | 2014   | 1 | 1 |
| São Paulo  | Série A3              | 3          | Campeão (2005)          | 2005    | 2016   | 1 | 1 |
| São Paulo  | Série A4              | 1          | 4º colocado (2004)      | 2004    | 2004   | 1 | – |
| São Paulo  | Segunda Divisão       | 1          | Vice-campeão (2003)     | 2003    | 2003   | 1 | – |
| São Paulo  | Série B3 (extinta)    | 2          | 3º colocado (2002)      | 2001    | 2002   | – |   |
| Brasil     | Campeonato Brasileiro | 2          | 11º colocado (2009)     | 2009    | 2010   |   | 1 |
| Brasil     | Série B               | 4          | 4º colocado (2008)      | 2007    | 2012   | 1 | 1 |
| Brasil     | Série C               | 2          | 4º colocado (2006)      | 2006    | 2013   | 1 | 1 |
| Brasil     | Série D               | 1          | 37º colocado (2014)     | 2014    | 2014   | – |   |
| Brasil     | Copa do Brasil        | 3          | Oitavas de final (2011) | 2011    | 2014   |   |   |
|            | Copa Sul-Americana    | 1          | 2ª Fase (2010)          | 2010    | 2010   |   |   |

### Retrospecto em competições oficiais
| Competição | Competição            | Temporadas | Títulos | Pts. | J   | V  | E  | D  | GP  | GC  |
| ---------- | --------------------- | ---------- | ------- | ---- | --- | -- | -- | -- | --- | --- |
| Brasil     | Campeonato Brasileiro | 2          | —       | 67   | 76  | 19 | 23 | 34 | 98  | 116 |
| Brasil     | Série B               | 4          | —       | 197  | 152 | 56 | 29 | 67 | 200 | 248 |
| Brasil     | Série C               | 2          | —       | 77   | 50  | 23 | 8  | 19 | 75  | 78  |
| Brasil     | Série D               | 1          | —       | 3    | 8   | 1  | 0  | 7  | 4   | 15  |

 Legenda: Pts = Pontos obtidos, J = Jogos, V = Vitórias, E = Empates, D = Derrotas, GP = Gols Pró e GC = Gols Contra.